# ع أمل (مسلسل)
ع أمل مسلسل تلفزيوني لبناني أُنتج وعُرض في سنة 2024 خلال شهر رمضان، من إخراج رامي حنا، وتأليف نادين جابر، ومن بطولة ماغي بو غصن، مهيار خضور، بديع أبو شقرا، عمار شلق، وغيرهم.

## قصة المسلسل
في إطار تشويقي، تدور الأحداث حول المذيعة "يسار" التي تقدم برنامجًا بعنوان "ع أمل"، وتقابل جارها الجديد "نبال"، ولكنها لا تعرف أن انتقالها ليس هي مجرد صدفة، وأن سرها الذي يبلغ من العمر عشرين عامًا على وشك الكشف عنه.

## الممثلون
- ماغي بو غصن (يسار)
- مهيار خضور (نبال)
- بديع أبو شقرا (جلال)
- عمار شلق (سيف)
- إلسا زغيب (صفاء)
- كارول عبود (ضحى)
- رنين مطر (تينا)
- ريان حركة (رايا)
- مارلين نعمان (فرح)
- جوي حلاق (ملاك)
- طلال الجردي (رباح)
- نقولا دانيال (سركيس)
- نوال كامل (رجاء)
- سيرينا الشامي (رهف)
- إيلي متري (يونس)
- ديمة الجندي (ورد)
- ديزي غاوي (راما)
- عماد فغالي (روجيه)